# イギリス国立鉄道博物館
国立鉄道博物館（NRM, National Railway Museum）は、イギリス・ヨークにある鉄道博物館である。鉄道車両や鉄道関連資料などが収蔵されており、同種の博物館としては世界最大規模のものである。0系新幹線など、日本の高速鉄道についての展示があることでも有名である。

## 概要
現在の国立鉄道博物館は、クラパムにあったイギリス鉄道博物館と、ヨーク市内の別の場所にあったヨーク鉄道美術館の収蔵品を引き継ぎ、1975年に現在の場所に開業した。ヨーク鉄道駅に隣接する3つの車両庫を展示ホールとして活用し、100両を超える機関車と、約200両の客車・貨車などの他に数十万もの鉄道関連アイテムが収蔵されている。
鉄道博物館の規模としては世界最大級で、常設展示には王室専用客車（ロイヤル･トレイン）などがあり、毎年75万人もの来場者がある。
入場料は無料だが、有料パンフレットも発売している。
2004年にはダラムのシルドンに国立鉄道博物館の分館としてシルドン機関車博物館（Shildon Locomotion Museum）が開設された。
2012年12月19日、さいたま市大宮区の鉄道博物館と姉妹館として提携することが発表された。
2016年4月28日、京都鉄道博物館との姉妹提携継続調印式が行われた。

### ステーション・ホール（Station Hall）
展示されている車両はほとんどがかつてイギリスの鉄道で使用されていたものである。

### グレート・ホール（Great　Hall）
西日本旅客鉄道（JR西日本）から2001年に寄贈された0系新幹線が展示されており、車内では新幹線を紹介するビデオが放映されている。
その他にも時速126マイル（202.4キロ）の世界記録を出した蒸気機関車マラード号や、イギリスで製造された後中華民国に輸出され、1981年に中華人民共和国政府から寄贈された蒸気機関車KF7形が展示されている。

### ザ・ワークス（The Works）
修繕庫と展示室からなる。またウェアーハウスという展示室では、プレート、サボ、機器類といった小物類が展示されている。
ヨーク駅を発着する列車を眺められるバルコニーもある。

### サウス・ヤード（South Yard）
ヨーク大聖堂から美術館までの徒歩20分の距離を走るミニ鉄道「ロードトレイン（Road Train）」が運行されている。また、2006年には、「ヨークシャーホイール」と称する観覧車が開業したが、2008年に営業を終了した。

## アクセス
- ヨーク駅からすぐ